# Ryegate (Vermont)
Ryegate és una població dels Estats Units a l'estat de Vermont. Segons el cens del 2000 tenia 1.150 habitants.

## Demografia
Segons el cens del 2000, Ryegate tenia 1.150 habitants, 435 habitatges, i 324 famílies. La densitat de població era de 12,1 habitants per km².
Dels 435 habitatges en un 31,3% hi vivien nens de menys de 18 anys, en un 61,8% hi vivien parelles casades, en un 7,4% dones solteres, i en un 25,3% no eren unitats familiars. En el 19,8% dels habitatges hi vivien persones soles el 7,8% de les quals corresponia a persones de 65 anys o més que vivien soles. El nombre mitjà de persones vivint en cada habitatge era de 2,64 i el nombre mitjà de persones que vivien en cada família era de 3,05.
Per edats la població es repartia de la següent manera: un 25,2% tenia menys de 18 anys, un 7% entre 18 i 24, un 24,6% entre 25 i 44, un 28,4% de 45 a 60 i un 14,7% 65 anys o més.
L'edat mediana era de 41 anys. Per cada 100 dones de 18 o més anys hi havia 100 homes.
La renda mediana per habitatge era de 36.761 $ i la renda mediana per família de 41.607 $. Els homes tenien una renda mediana de 26.875 $ mentre que les dones 21.705 $. La renda per capita de la població era de 17.880 $. Entorn del 3,3% de les famílies i el 5,9% de la població estaven per davall del llindar de pobresa.